# Za wszelką cenę (film 1995)
Za wszelką cenę (ang. To Die For) – amerykańska czarna komedia z roku 1995 w reżyserii Gusa Van Santa. Film powstał na podstawie powieści Joyce Maynard.

## Obsada
- Nicole Kidman – Suzanne Stone Maretto
- Matt Dillon – Larry Maretto
- Joaquin Phoenix – Jimmy Emmett
- Casey Affleck – Russell Hines
- David Cronenberg – mężczyzna nad jeziorem
- Dan Hedaya – Joe Maretto

## Opis fabuły
Suzanne Stone (Nicole Kidman) od dziecka marzyła o pracy w telewizji. Dostaje pracę w lokalnej telewizji jako prowadząca wieczornej prognozy pogody. Cała rodzina i świeżo poślubiony mąż Suzanne cieszą się z jej sukcesu. Jednak prowadzenie prognozy pogody nie wystarcza jej – pragnie zrobić własny program. Postanawia nakręcić dokument o problemach i życiu młodzieży ze szkoły średniej z miasteczka, w którym mieszka. Ma nadzieję, że dzięki temu programowi zrobi karierę w ogólnokrajowej telewizji. W czasie pracy poznaje Jimmy'ego, Russella i Lidii. Z Jimmym zaczyna łączyć ją coś więcej niż tylko praca. Mąż Suzanne próbuje ją zniechęcić do pracy w telewizji, pragnie on, by razem z nim zajęła się prowadzeniem rodzinnego interesu. Nie wie jednak, że jego żona jest bezwzględna i zdeterminowana i że nie cofnie się przed niczym, kiedy ktoś stanie jej na drodze. Pragnie bowiem zdobyć to czego chce, za wszelką cenę.

## Nagrody i nominacje
Złote Globy 1995
- Najlepsza aktorka w komedii lub musicalu – Nicole Kidman

Nagrody BAFTA 1995
- Najlepsza aktorka – Nicole Kidman (nominacja)

Nagrody Saturn 1995
- Najlepsza aktorka – Nicole Kidman (nominacja)
- Najlepsza aktorka drugoplanowa – Illeana Douglas (nominacja)

## Ciekawostka
- Fabuła książki i filmu opiera się na prawdziwej zbrodni popełnionej przez Pamelę Smart z New Hampshire.